# Dia de la Mare de Déu de Guadalupe
A Mèxic, Amèrica, Filipines i en BET molts altres llocs del món, el 11 de desembre de cada any se celebra el Dia de la Verge de Guadalupe, en honor de la imatge que té la tradició catòlica més important i amb major culte a Mèxic. S'atribueix a aquesta data la seva aparició a Sant Joan Diego en el Turó del Tepeyac en l'any de 1531 (cinc segles enrere), lloc que és visitat en el seu recinte de la Basílica de Guadalupe a la Ciutat de Mèxic i en els temples i esglésies dedicades al seu culte al llarg del país per milions de peregrins i fidels. Representa una de les celebracions religioses tradicionals més significants del calendari litúrgic de la regió.

Escut heràldic de la Vila de Guadalupe. Apareix, a sota, la imatge de Juan Diego.

Es té per costum que tals peregrinacions no només incloguin fidels i organitzadors, sinó dansaires diversos (la Dansa de Matachines i els concheros), els qui lideren les processons fins a arribar a la Basílica.
Dins de la tradició Mexicana està que els nens i nenes que neixen en aquest dia se li posa per nom Guadalupe, en honor de la Verge.
A Espanya se celebra el Dia de la Hispanitat, amb grans actes a Guadalupe (Càceres, Extremadura) en honor de la Verge de Guadalupe, ja que ostenta el títol de Reina de la Hispanitat des de 1928 (any de la seva coronació canònica pel primat d'Espanya i del rei Alfons XIII)